# Callichilia monopodialis
Callichilia monopodialis är en oleanderväxtart som först beskrevs av Karl Moritz Schumann, och fick sitt nu gällande namn av Otto Stapf. Callichilia monopodialis ingår i släktet Callichilia och familjen oleanderväxter. Inga underarter finns listade i Catalogue of Life.